# Cosina

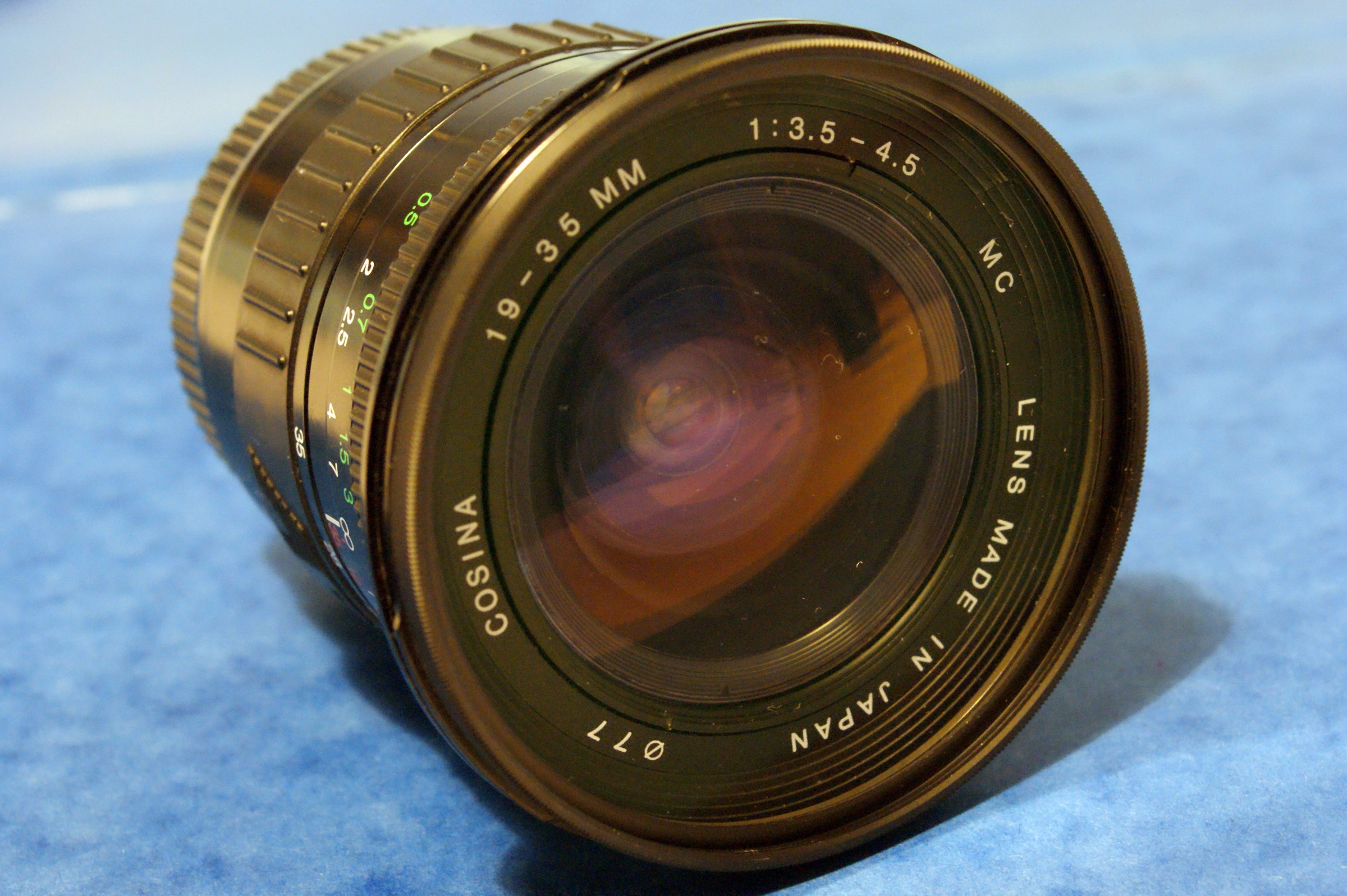
Obiettivo Cosina

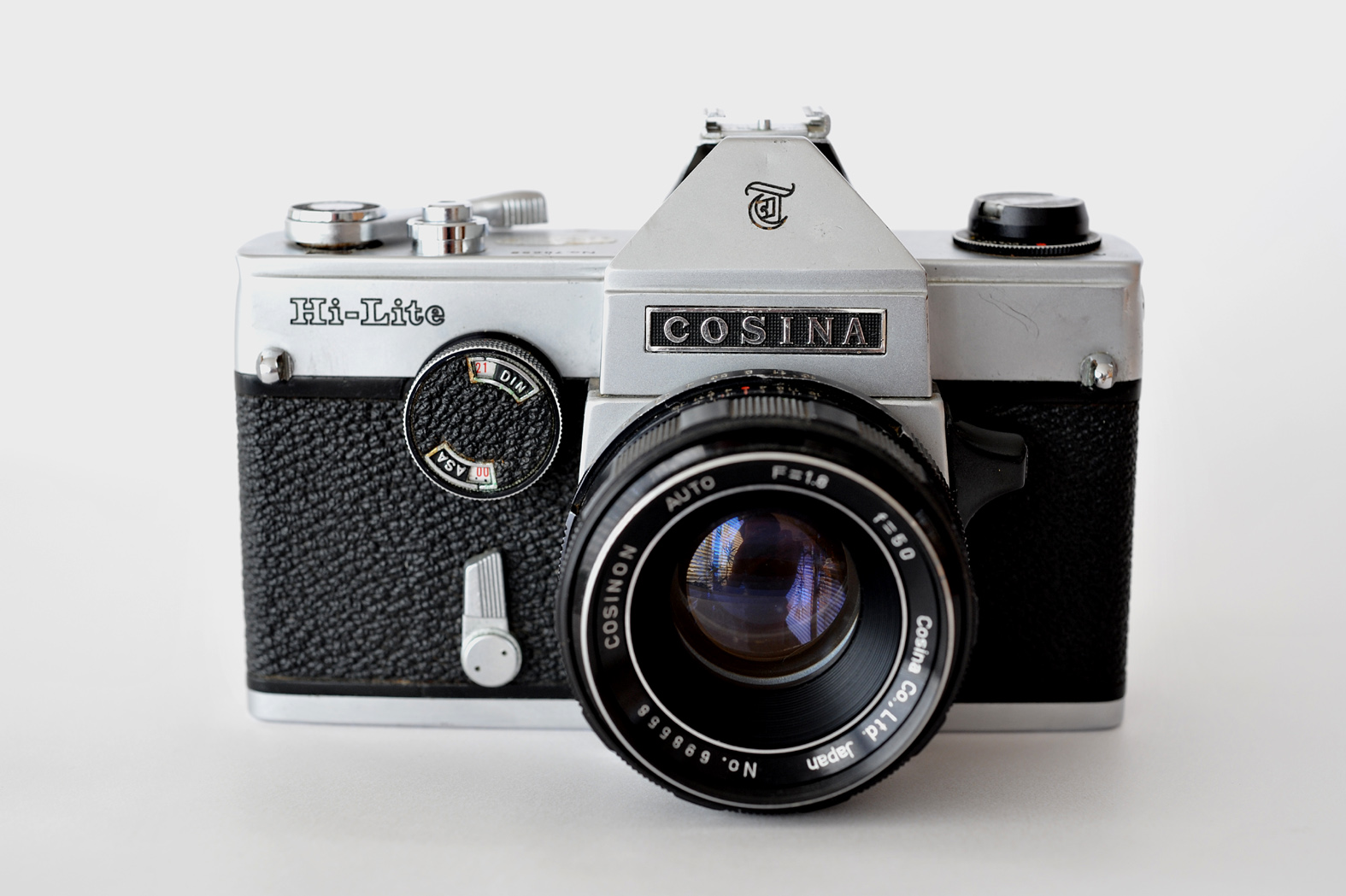
Cosina Hi-Lite

Cosina Co., Ltd. (株式会社コシナ, Kabushiki-gaisha Koshina) è una fabbrica di fotocamere e obiettivi, con sede in Giappone a Nakano (nella Prefettura di Nagano). I prodotti Cosina sono distribuiti dalla giapponese Kenko Co., Ltd.
Cosina nasce nel 1959 dalla Nikō, una società produttrice di obiettivi fotografici; nel 1973 viene assunto l'attuale nome Cosina.
Nel 1990 acquisisce il marchio austro-tedesco Voigtländer.

## Storia
Cosina nasce dall'azienda ottica Nikō (o Nikoh), costruttrice di lenti, nel 1959. 
Nel 1966, inizia la produzione di macchine fotografiche compatte di piccolo formato con rullini 135 e cineprese per pellicola 8 millimetri; nel 1968 inaugura una fabbrica di lenti e nel 1969 inizia la produzione di reflex a obiettivo singolo in formato Leica. 
Nel 1973, Nikō cambiò il nome in Cosina, la prima parte del nome da Koshi-Nakano, provenienza del fondatore Kobayashi Bunjirō (小林文治郎).

## Voigtländer

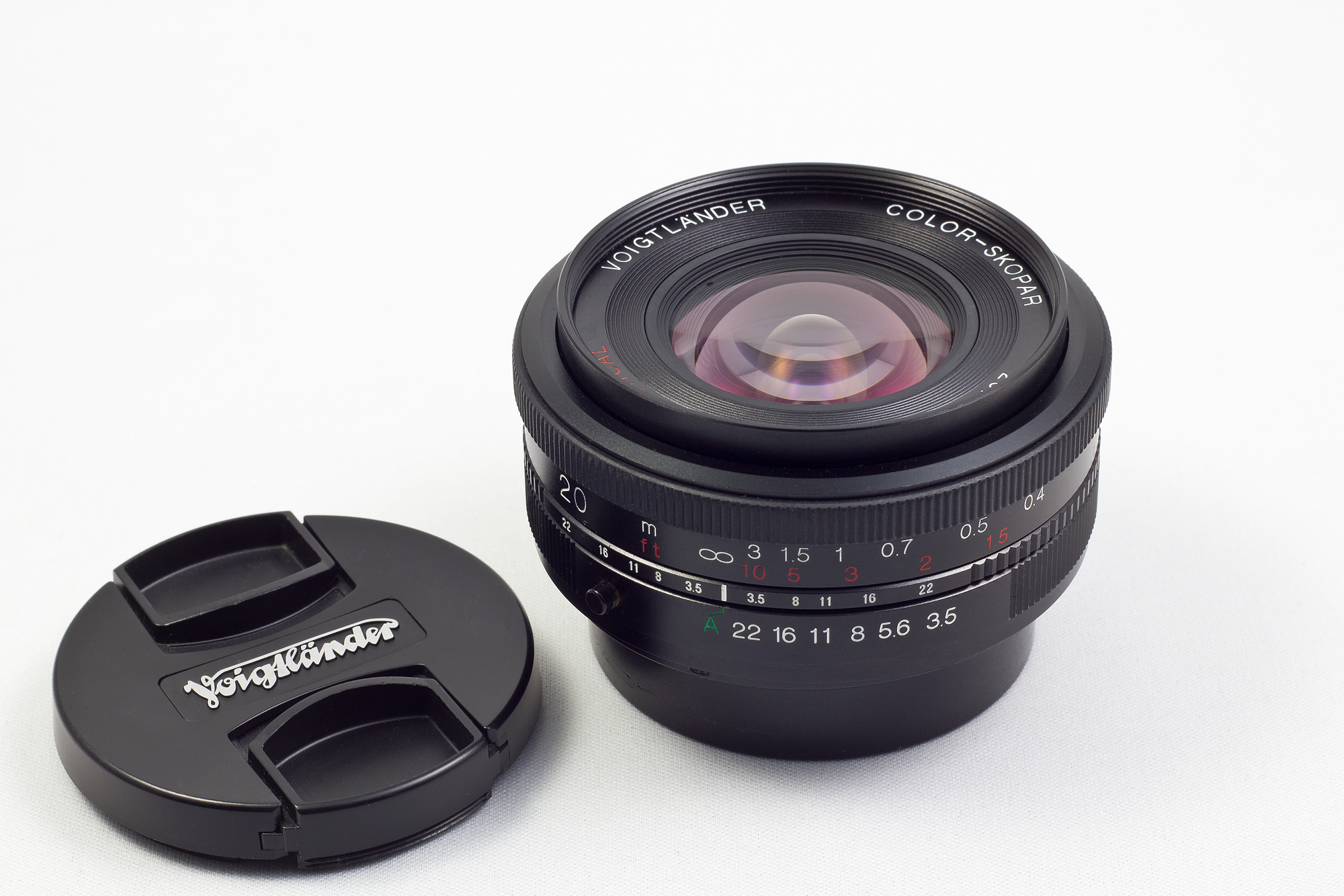
Grandangolo Cosina Voigtländer 20mm f/3.5 Color Skopar SL II Aspherical

Le apparecchiature Voigtländer furono sempre molto considerate da Kobayashi Hirofumi 小林博文, presidente della Cosina dalla morte del padre, nel 1988, il fondatore Kobayashi Bunjirō.
Il nome Cosina è presente su diverse ottiche per diverse marche di macchine SLR, e a singolo nome Voigtländer su una parte minore del catalogo.

## Altri costruttori
Cosina è nota per la fabbricazione di prodotti per altri costruttori su specifica, come la Canon T60, la Yashica FX-3 (1979), FX-3 Super, e Super 2000, la Nikon FM10 e FE10, la Olympus OM2000, Konica TC-X, e vari modelli Vivitar.
Un modello Cosina del 1982, la Cosina CX-2, è stato copiato dalla russa LOMO e commercializzato come Lomo LC-A.
Cosina fabbrica fotocamere Rollei 35 RF per la Rollei Fototechnic, e ha sviluppato e fabbricato le fotocamere per Epson come la R-D1.
Cosina fabbrica obiettivi per le macchine Carl Zeiss con Leica (ZM), Nikon (ZF), Pentax (ZK), Canon EOS (ZE), e attacco a filetto M42 (ZS).